# O. Children
Pour les articles homonymes, voir Children (homonymie).
O. Children est un groupe de rock alternatif, originaire de Londres, en Angleterre. 

## Biographie
Le groupe est formé en 2008 par Tobias O'Kandi, un britannique d'origine nigériane. Le nom du groupe est un hommage au titre O Children de l'album Abattoir Blues/The Lyre of Orpheus de Nick Cave and the Bad Seeds. Au début, le groupe s'appelle Shivers en référence au titre du même nom du premier groupe de Nick Cave, Boys Next Door, mais ils se rendent compte qu'un autre groupe porte déjà ce nom. Pour Tobias le terme « O Children » est « une exagération hyperbolisée de la vie quotidienne : des choses arrivent, pas nécessairement juste à moi. »
Après avoir été obligés de changer le nom de leur précédent groupe, Bono Must Die (« Bono doit mourir »), en Orphans FKABMD à la suite de poursuites judiciaires du chanteur Bono, Tobi, Andi et les deux autres membres se séparent après avoir reçu des menaces de mort. Tobi et Andi forment avec deux nouveaux membres, Gauthier et Harry, un nouveau groupe, O. Children. En 2009, O. Children sort une démo intitulée Dead, sur laquelle se trouvent le single Dead Disco Dancer et le titre Dead Eye Lover. 
Au début de 2010, ils sortent le single Ruins, suivi en juillet par l'album. À cette période, Tobi O'Kandi doit faire face à des problèmes de papiers d'identité, et est menacé d'expulsion vers le Nigeria. En mars 2012, le groupe annonce son nouvel album, Apnea, qui est plus personnel. Il est généralement bien accueilli par la presse spécialisée,,,. Le groupe ne semble plus donner signe d'activité depuis cette année.

## Style musical
O. Children a de grandes inspirations rock alternatif, apprécié de la scène gothique.

## Membres
- Tobias O'Kandi (Tobi) - chant, auteur-compositeur
- Harry James - basse
- Gauthier Ajarrista - guitare
- Andrew Sleath (Andi) - percussions

## Discographie

### Singles
- 2009 : Dead Disco Dancer
- 2010 : Ruins